# Combinata nordica ai I Giochi olimpici giovanili invernali
La gara di combinata nordica dei I Giochi olimpici giovanili invernali si è svolta sul trampolino olimpico Toni Seelos, per quanto riguarda il salto con gli sci, ed alla Seefeld Arena, per ciò che concerne lo sci di fondo, ad Innsbruck, in Austria, il 15 gennaio 2012.

## Calendario
| Ragazzi | Prove ufficiali |  | Prove ufficiali | Individuale | 1 |
| Totale  |                 |  |                 | 1           | 1 |

## Podio

### Ragazzi
| Evento                 | Oro                    | Tempo   | Argento                | Tempo   | Bronzo               | Tempo   |
| Individuale (dettagli) | Tomáš Portyk Rep. Ceca | 26'31"4 | Ilkka Herola Finlandia | 26'34"2 | Gō Yamamoto Giappone | 26'39"9 |

## Medagliere
| Posizione | Paese     |   |   |   | Totale |
| --------- | --------- | - | - | - | ------ |
| 1         | Rep. Ceca | 1 | 0 | 0 | 1      |
| 2         | Finlandia | 0 | 1 | 0 | 1      |
| 3         | Giappone  | 0 | 0 | 1 | 1      |
| Totale    | Totale    | 1 | 1 | 1 | 3      |